# Vladimír Vágner
Vladimír Vágner (* 7. října 1959) je bývalý český fotbalista, útočník.

## Fotbalová kariéra
V československé lize hrál za Spartu Praha. Nastoupil ve 4 ligových utkáních. Gól v lize nedal.

## Ligová bilance
| Ročník                                   | Zápasy | Góly | Minuty | Klub         |
| ---------------------------------------- | ------ | ---- | ------ | ------------ |
| 1. československá fotbalová liga 1977/78 | 4      | 0    | 168    | Sparta Praha |
| CELKEM                                   | 4      | 0    | 168    |              |